# Marie-Laure de Villepin
Pour les articles homonymes, voir Villepin et Le Guay.
Marie-Laure Galouzeau de Villepin, dite Marie-Laure de Villepin, née Marie-Laure Le Guay le 23 novembre 1962 à Paris, est une sculptrice française, connue sous le pseudonyme de Marie-Laure Viébel.

## Biographie

### Famille et vie personnelle
Marie-Laure Le Guay est issue du général François-Joseph Leguay et d'une lignée d'agents de change . Elle est la sœur du réalisateur et scénariste Philippe Le Guay.
Le 3 août 1985, elle épouse Dominique de Villepin à Saint-Julien-sur-Sarthe, qu'elle a rencontré par hasard dans un autobus, alors qu'elle était étudiante à l'Institut supérieur d'interprétation et traduction (ISIT). De ce mariage naissent trois enfants : Marie, née en 1986, mannequin, peintre et actrice ; Arthur, né en 1988, président de société ; Victoire, née en 1990. Ils divorcent en 2011.
En mai 2007, lorsque son mari doit quitter Matignon, elle « affiche son soulagement et sa joie via une veste blanche déclinant le mot "adieu" dans toutes les langues. » Lorsqu'en 2010, son mari « revient donc sur son engagement pris en 2007 […] où il n’a pas tenu sa promesse », elle décide de prendre ses distances.
En décembre 2011, Dominique de Villepin se déclare candidat à l’élection présidentielle. Elle déclare à son tour « Dominique m’a trompée… Oui… Il m’a trompée avec la France et la politique ! C’est pour survivre, pour me donner naissance à moi-même, enfin, à quarante-huit ans, que je suis partie ».

### Création artistique
Séparée de son mari, elle se passionne pour la sculpture et choisit le nom d’artiste, Marie-Laure Viébel, déclarant : « Changer de nom, c'est aussi marquer son territoire, prendre de la distance » ; ou encore : « Vie est belle ? Certains m'ont dit que c'était grotesque de ne pas le faire sous mon propre nom. Mais Viébel, c'est un clin d'œil. Il faut renaître dans une nouvelle peau. » Elle choisit ce pseudonyme en référence au film La vie est belle de Roberto Benigni.
Elle commence ses sculptures après s'être formée durant trois années dans l'atelier d'un doreur. Dans ses œuvres, on peut relever l'utilisation des cocos de mer des Seychelles (ou coco-fesses des Seychelles) dont elle fait des « graines de vie » et qu'elle entoure de feuilles d'or.

### Autre
Avec Françoise Marquet, elle est l'éditrice scientifique des Carnets de voyages 1948-1952 de Zao Wou-Ki, préfacés par Dominique de Villepin.

## Expositions
- « Le Feu, la Glace, la Vie », du 12 novembre 2013 au 15 février 2014, galerie Reinold, Paris
- « GALOPEC »[19] (« les sept péchés capitaux » : Gourmandise Avarice Luxure Orgueil Paresse Envie Colère), avec Barthélémy Toguo, du 25 mai au 22 septembre 2013, Espace culturel Marc Jacquet, Barbizon[20]
- « Graines de vie, voyage à reculons », Strasbourg, 2011[21], dans le cadre du festival Cultures de paix à l'Aubette 1928, mai 2011
- « Flâneries d'Arts dans les jardins aixois » (sous l'impulsion d'Andréa Ferréol), exposition de ses sculptures, Aix-en-Provence, 2010[10]

### Radio
- Marie-Laure de Villepin, invitée d'Olivier Bellamy dans l'émission Passion classique sur Radio Classique le 3 septembre 2013.